# Roman Nohavica
Roman Nohavica (* 1. března 1974) je bývalý český fotbalový obránce.

## Fotbalová kariéra
V české lize hrál za FC Baník Ostrava, AFK Lázně Bohdaneč a SFC Opava. V české lize nastoupil celkem ve 111 utkáních a dal 8 gólů. Ve druhé lize hrál za Fotbal Třinec, FK Pardubice, FC Viktoria Plzeň a 1. HFK Olomouc.

## Ligová bilance
| Ročník                          | Zápasy | Góly | Klub               |
| ------------------------------- | ------ | ---- | ------------------ |
| 1. česká fotbalová liga 1994/95 | 16     | 2    | FC Baník Ostrava   |
| 1. česká fotbalová liga 1995/96 | 25     | 1    | FC Baník Ostrava   |
| 1. česká fotbalová liga 1996/97 | 13     | 0    | FC Baník Ostrava   |
| 1. česká fotbalová liga 1997/98 | 22     | 2    | AFK Lázně Bohdaneč |
| Gambrinus liga 1998/99          | 14     | 2    | SFC Opava          |
| Gambrinus liga 1999/00          | 21     | 1    | SFC Opava          |
| CELKEM                          | 111    | 8    |                    |